# Балдуїн I де Рамла
Балдуїн I де Рамла (фр. Baudouin de Rama, помер у 1138 р.) — каштелян і сеньйор Рамли в Єрусалимському королівстві з 1106 р. до своєї смерті.

## Біографія
В з 1106 році став королівським каштеляном Рамли. У 1120 році брав участь у Наблуському соборі. 
У 1126 році каштелянія, яка також контролювала навколишню місцевість, була передана у феод Гуго II, який отримав титул графа Яффського і Балдуїн став його вассалом. Після повстання Гуго та подальшої конфіскації його володінь, Балдуїн отримав володіння Рамлою безпосередньо з рук Єрусалимського короля Фулька. 
Балдуїна ототожнювали з Балдуїном Геструтським, лицарем, який вперше з'явився на Латинському Сході між 1102 і 1105 роками. Раптове зникнення Балдуїна Геструдського після цієї дати можна пояснити тим, що він отримав каштелянство Рамла і прийняв його як своє прізвище.

## Родина
Від дружини Стефанії з Наблуса Болдуін мав двох дітей:
- Реньє
- Ельвіза, одружена (ймовірно, між 1120 та 1122 р.) на Барісані д'Ібелін, а після його смерті (1151) на Манасії з Гієргеса